# Gola Gokarannath
Gola Gokarannath (o Gola Gokaran Nath) è una suddivisione dell'India, classificata come municipal board, di 53.832 abitanti, situata nel distretto di Lakhimpur Kheri, nello stato federato dell'Uttar Pradesh. In base al numero di abitanti la città rientra nella classe II (da 50.000 a 99.999 persone).

## Geografia fisica
La città è situata a 28° 4' 60 N e 80° 28' 0 E e ha un'altitudine di 161 m s.l.m..

## Società

### Evoluzione demografica
Al censimento del 2001 la popolazione di Gola Gokarannath assommava a 53.832 persone, delle quali 28.626 maschi e 25.206 femmine. I bambini di età inferiore o uguale ai sei anni assommavano a 7.352, dei quali 3.862 maschi e 3.490 femmine. Infine, coloro che erano in grado di saper almeno leggere e scrivere erano 36.651, dei quali 21.003 maschi e 15.648 femmine.